# Rubus walteri
Rubus walteri är en rosväxtart som beskrevs av Heinrich E. Weber och H. Grossheim. Rubus walteri ingår i släktet rubusar, och familjen rosväxter. Inga underarter finns listade i Catalogue of Life.